# جربارة كبيرة الرأس
جربارة كبيرة الرأس (الاسم العلمي:Gerbera macrocephala) هي نوع من النباتات تتبع جنس الجربارة من الفصيلة النجمية.